# آلکریا د لا کندسا
آلکریا د لا کندسا (به اسپانیایی: L'Alqueria de la Comtessa) یک شهرستان در اسپانیا است که در Safor واقع شده‌است.

## خصوصیات
آلکریا د لا کندسا ۲٫۱ کیلومترمربع مساحت و ۱٬۵۰۶ نفر جمعیت دارد و ۱۶ متر بالاتر از سطح دریا واقع شده‌است.